# 緣生
緣生，或譯為緣已生，含義為由緣而生者，是與緣起有關的重要佛教概念。在部派佛教中，說一切有部和分別說部對“緣生”的定義不同，是二者之間的根本分歧之一。

## 概論
釋迦牟尼佛教導多聞聖弟子正知善見緣起和緣生法，透過真實正觀，色法等五蘊，為無常、苦、非我、非我所，而真實智生，最終解脫。玄奘三藏譯經論中經常將“緣生”譯為緣已生。
說一切有部提出三世二重因果的時分緣起說，“緣生”與“緣起”二者「其體是一」，依據為《雜阿含經·二九六經》，在這個說一切有部的誦本中，因緣法是「此有故彼有」而“緣生”法是「此法常住、法住法界、隨順緣起」。此經的分別說部巴利三藏誦本為《相應部·因緣相應·第二食品·緣經》，在這個分別說部誦本和《法蘊論》引用的誦本中，緣起是「依此有彼有、法住法界」而“緣生”法是「無常、有為、所造作」之法，《大毘婆沙論》將依據此經和《雜阿含經·二九九經》所说「缘起非所造作」而認為“緣起是無為”者批判為分別論者。

## 內容
玄奘三藏譯《阿毘達磨法蘊足論·緣起品》完整引用了佛陀論述緣起和緣生法的經文：
|  | 一時薄伽梵，在室羅筏，住逝多林給孤獨園。爾時，世尊告苾芻眾：吾當為汝，宣說緣起、緣已生法，汝應諦聽，極善作意。云何緣起？謂：依此有彼有，此生故彼生。謂：無明緣行，行緣識，識緣名色，名色緣六處，六處緣觸，觸緣受，受緣愛，愛緣取，取緣有，有緣生，生緣老死，發生愁、歎、苦、憂、擾，惱，如是便集純大苦蘊。苾芻當知，生緣老死，若佛出世，若不出世，如是緣起，法住法界。一切如來，自然通達，等覺宣說，施設建立，分別開示，令其顯了，謂：生緣老死，如是乃至無明緣行，應知亦爾。此中所有法性、法定、法理、法趣，是真是實，是諦是如，非妄非虛，非倒非異，是名緣起。 云何名為緣已生法？謂：無明、行、識、名色、六處、觸、受、愛、取、有、生、老死，如是名為緣已生法。苾芻當知，老死是無常，是有為，是所造作，是緣已生，盡法、沒法，離法、滅法。生、有、取、愛、受、觸、六處、名色、識、行、無明亦爾。 苾芻當知，我諸多聞賢聖弟子，於此緣起、緣已生法，能以正慧，如實善見，善知善了，善思惟，善通達。不依前際而起愚惑，謂：「我於過去世，為曾有非有？何等我曾有？云何我曾有？」不依後際而起愚惑，謂：「我於未來世，為當有非有？何等我當有？云何我當有？」亦不依內而起愚惑，謂：「何等是我？此我云何？我誰所有？我當有誰？今此有情，從何而來？於此處沒，當往何所？」彼如是知，如是見故，所有世間，各別見趣，謂：我論、相應有情論、相應命者論、相應吉凶論，相應瑩飾防護，執為己有，有苦有礙，有災有熱，彼於爾時，得斷遍知。如斷樹根及多羅頂，無復勢力，後永不生，所以者何？謂：我多聞賢聖弟子，於此緣起、緣已生法，能以正慧，如實善見，善知善了，善思惟，善通達故。時諸苾芻，歡喜敬受。 |